# Neuville-sur-Margival
Neuville-sur-Margival è un comune francese di 113 abitanti situato nel dipartimento dell'Aisne della regione dell'Alta Francia.

## Società

### Evoluzione demografica
Abitanti censiti